# Parade of the Athletes
Albums de Tiësto
Just Be
(2004) Just Be: Remixed
(2006)
Parade of the Athletes est un album du disc jockey, compositeur et producteur néerlandais Tiësto sorti le 7 septembre 2004. Il est composé de 12 titres dont 8 originaux.

## Liste des titres
| 1.    | Heroes                      | 8:36 |
| 2.    | Breda 8pm (DJ Montana Edit) | 6:43 |
| 3.    | Ancient History             | 6:06 |
| 4.    | Traffic                     | 4:13 |
| 5.    | Euphoria                    | 6:05 |
| 6.    | Athena                      | 6:17 |
| 7.    | Olympic Flame               | 5:34 |
| 8.    | Lethal Industry             | 4:36 |
| 9.    | Coming Home                 | 6:28 |
| 10.   | Adagio for Strings          | 5:57 |
| 11.   | Victorious                  | 4:38 |
| 12.   | Forever Today               | 7:06 |
| 72:25 |                             |      |